# Comuna Călărași, Botoșani
Călărași este o comună în județul Botoșani, Moldova, România, formată din satele Călărași (reședința), Libertatea și Pleșani.

## Demografie
Componența etnică a comunei Călărași
     Români (95,1%)
     Alte etnii (0,09%)
     Necunoscută (4,81%)
Componența confesională a comunei Călărași
     Ortodocși (94,98%)
     Alte religii (0,21%)
     Necunoscută (4,81%)
Conform recensământului efectuat în 2021, populația comunei Călărași se ridică la 3.285 de locuitori, în scădere față de recensământul anterior din 2011, când fuseseră înregistrați 3.553 de locuitori. Majoritatea locuitorilor sunt români (95,1%), iar pentru 4,81% nu se cunoaște apartenența etnică. Din punct de vedere confesional, majoritatea locuitorilor sunt ortodocși (94,98%), iar pentru 4,81% nu se cunoaște apartenența confesională.

## Politică și administrație
Comuna Călărași este administrată de un primar și un consiliu local compus din 13 consilieri. Primarul, Lazăr-Claudiu Vrajotis[*], de la Partidul Social Democrat, este în funcție din 1 noiembrie 2024. Începând cu alegerile locale din 2024, consiliul local are următoarea componență pe partide politice:
|  | Partid                          | Consilieri | Componența Consiliului | Componența Consiliului | Componența Consiliului | Componența Consiliului | Componența Consiliului | Componența Consiliului | Componența Consiliului | Componența Consiliului |
|  | ------------------------------- | ---------- | ---------------------- | ---------------------- | ---------------------- | ---------------------- | ---------------------- | ---------------------- | ---------------------- | ---------------------- |
|  | Partidul Social Democrat        | 8          |                        |                        |                        |                        |                        |                        |                        |                        |
|  | Alianța pentru Unirea Românilor | 3          |                        |                        |                        |                        |                        |                        |                        |                        |
|  | Alianța Dreapta Unită           | 2          |                        |                        |                        |                        |                        |                        |                        |                        |

## Personalități născute aici
- Gabriela Manole-Adoc (1926 - 2002), sculptoriță.